# Giải quần vợt Mỹ Mở rộng 2010 - Đôi nam xe lăn quad
Nick Taylor và David Wagner trở thành nhà vô địch sau khi thắng 7–5, 7–6(4) trước Johan Andersson và Peter Norfolk trong trận chung kết.

## Bốc thăm

### Từ viết tắt
| - Q = Vòng loại - WC = Đặc cách - LL = Thua cuộc may mắn - Alt = Thay thế - SE = Miễn đặc biệt | - PR = Bảo toàn thứ hạng - w/o = Thắng nhờ đối thủ rút lui trước trận đấu - r = Bỏ cuộc giữa trận đấu - d = Bị xử thua - SR = Xếp hạng đặc biệt |

### Chung kết
|  | Chung kết                     |   |    |  |  |
|  |                               |   |    |  |  |
|  | Nick Taylor David Wagner      | 7 | 7  |  |  |
|  | Nick Taylor David Wagner      | 7 | 7  |  |  |
|  | Johan Andersson Peter Norfolk | 5 | 64 |  |  |

## Liên kết khác
- Main Draw[liên kết hỏng]